# Антонович, Павел Данилович
Павел Данилович Антонович (1760—1831) — русский писатель, переводчик, масон, статский советник.

## Биография
Происходил из дворян. Родился в 1760 году в семье сотенного атамана.
Учился в университетской гимназии, в 1782 году стал студентом Московского университета; в 1784 году определён учителем латинского и греческого языков в университетскую гимназию. В 1781 году член Собрания университетских питомцев. В 1782 году сотрудничал в журнале «Вечерняя заря». Масон, в 1784 году — милостынесобиратель московской масонской ложи «Сфинкса».
Позднее служил чиновником почтамта; с 1816 года — коллежский советник. С 1820 года — статский советник. В 1825 году вышел на пенсию (см. письмо к К. Я. Булгакову от 15 октября 1825 года).
Составил учебник «Азбука греческая, или Начальное познание греческого языка, с грамматическими правилами, разговорами, Езоповыми баснями» (1794. ч. 1-3); выполнил перевод «Приключений Телемака» Ф. Фенелона.
Жена: Екатерина Ивановна Лошкина.